# Paradialychone johnstonae
Paradialychone johnstonae is een borstelworm uit de familie Sabellidae. Het lichaam van de worm bestaat uit een kop, een cilindrisch, gesegmenteerd lichaam en een staartstukje. De kop bestaat uit een prostomium (gedeelte voor de mondopening) en een peristomium (gedeelte rond de mond) en draagt gepaarde aanhangsels (palpen, antennen en cirri).
Paradialychone johnstonae werd in 2005 voor het eerst wetenschappelijk beschreven door Tovar-Hernández.